# Malaxis pollardii
Malaxis pollardii és una espècie d'orquídia endèmica del Cerro San Felipe al nord de la ciutat d'Oaxaca, Mèxic en la comunitat de San Felipe del Agua.

## Descripció
És molt petita, amb fulles verdes en forma de cor i flors minúscules. És terrestre en les parts més altes del Cerro San Felipe en boscos temperats ennuvolats de pi i d'ocote. Fou descoberta per primera vegada per un comuner de San Felipe del Agua; Don Narciso Ofelio Zárate Angulo, expert en les plantes, especialment les orquídies, del Cerro San Felipe. Fou descrita i anomenat per Glenn I. Pollard, botànic nord-americà que estudiava les orquídies mexicanes.